# Хака (Хабаровский край)
Хака́ — село в районе имени Лазо Хабаровского края.
Входит в Кондратьевское сельское поселение.

## География
Село Хака стоит примерно в 4 км от левого берега реки Хор, рядом проходит автотрасса «Уссури» и Транссиб. Расстояние до пос. Хор (на север) около 5 км.

## История
Образовано село в 1908 году.
Название селу дал карьер по добыче гравия, образованный в 1936 году и принадлежащий Хорскому сельскому совету. Орфоэпическое произношение аббревиатуры ХК, образованной из начальных букв словосочетания "Хорский карьер", укоренилось среди жителей. Село стало носить название Хака.
В архивных документах сороковых годов прошлого века существуют записи: о населенном пункте разъезда Хака (1.01.1943 года) и карьере Хака ДВЖД (1.01.1947 года), который просуществовал до 1968 года.
В 1968 году по неизвестным причинам был исключен из состава Кондратьевского сельского поселения как фактически не существующий. И в справочниках "Административно-территориальное деление Хабаровского края", изданных в 1974, 1978 и 1987 годах, такой населенный пункт уже не значился. Село же существовало и существует до сих пор.
27 октября 2008 года село Хака получило официальный статус села.

## Население
| 2008 | 2010 | 2011 | 2012 | 2021 |
| ---- | ---- | ---- | ---- | ---- |
| 196  | ↘171 | →171 | ↘167 | ↘122 |

в 2008 году, в селе проживало 196 человек, из них 36 детей (18,4%)

## Экономика
- В 1936 году на территории села был образован карьер по добыче гравия, он принадлежал Хорскому сельсовету.
- Жители работают на железной дороге.

## Инфраструктура
В селе работает один магазин продуктов.
Имеется 1 библиотека.
ФАП (фельдшерско-акушерский пункт - закрыт.